# カール・ヨハン・ファールクランツ
カール・ヨハン・ファールクランツ（Carl Johan Fahlcrantz、1774年11月29日 - 1861年11月29日）はスウェーデンの画家である。「スウェーデンの風景画の父」と称される画家である。

## 生涯
スウェーデン中部・ダーラナ県のファールンに近いStora Tunaに牧師の息子に生まれた。弟に彫刻家となった Axel Magnus Fahlcrantz(1780–1854)と神学者、作家になった Christian Eric Fahlcrantz(1790–1866)がいる。父親の親族の多くが出版の仕事をしてい叔父のAxel Erik Valerius Fahlcrantz (1851-1925)は画家だった

。
父親は息子を牧師に育てようとしたが、美術に興味を持ち、16歳でストックホルムに出て、スウェーデン王立歌劇場の最初の舞台美術家、Johan Gottlob Brusellの弟子になった。1792年からスウェーデン王立美術院の美術学校で、装飾画家のPer Emanuel Limnelや風景画家のElias Martinに学んだ。フランス革命の混乱を逃れて1798年にストックホルムに移り、宮廷画家、アカデミーの教授となったフランスの風景画家、ルイ・ベランジェの指導を受け、風景画の大作を描いて注目された。
1803年にスウェーデン王立美術院の会員に選ばれ、1805年に歴史画家のGustaf Erik Hasselgrenとともに国外留学の奨学金の受給資格を得て、イタリア留学ができる状況を待ったが、スウェーデンと敵対するナポレオンの勢力がヨーロッパを支配する状態が続き、実現はしなかった。留学奨学金は留学年限の間、スウェーデンの国内旅行の資金として国内の風景を描き、年間2点の作品をアカデミーに送るという形に変更された。1829年になって、ノルウェーを旅し、1829年にデンマークを旅したが、それまで国外へは出ることはなかった。
1815年に美術アカデミーの教授に選ばれ、デンマークやアメリカのニューヨークやフィラデルフィアの美術アカデミーの名誉会員に選ばれた。

## 作品

ユールゴーデンからのストックホルムの眺め(1820)
Älvkarlebyの滝
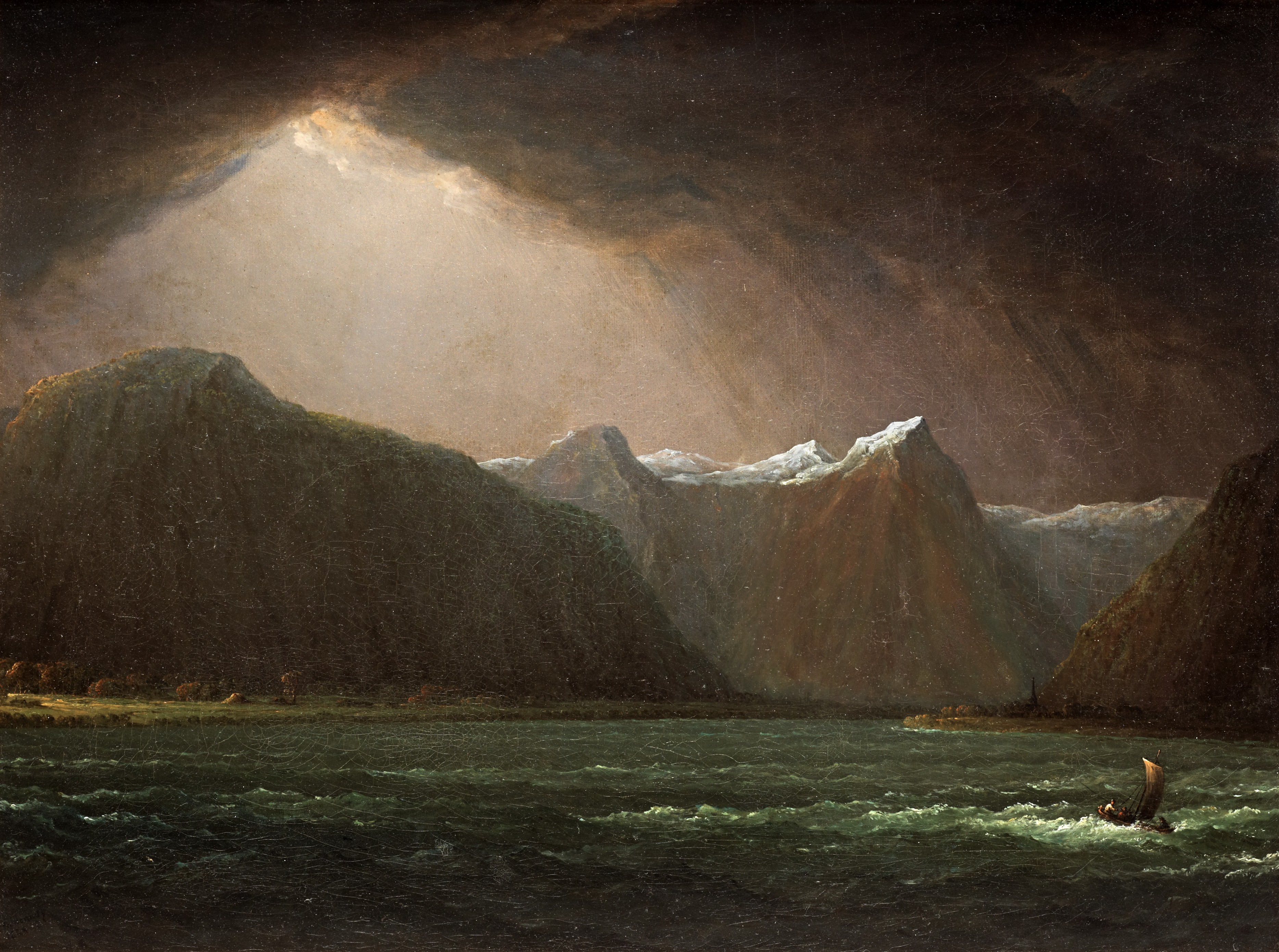
ソグネ・フィヨルド
Läckö slott (1834)
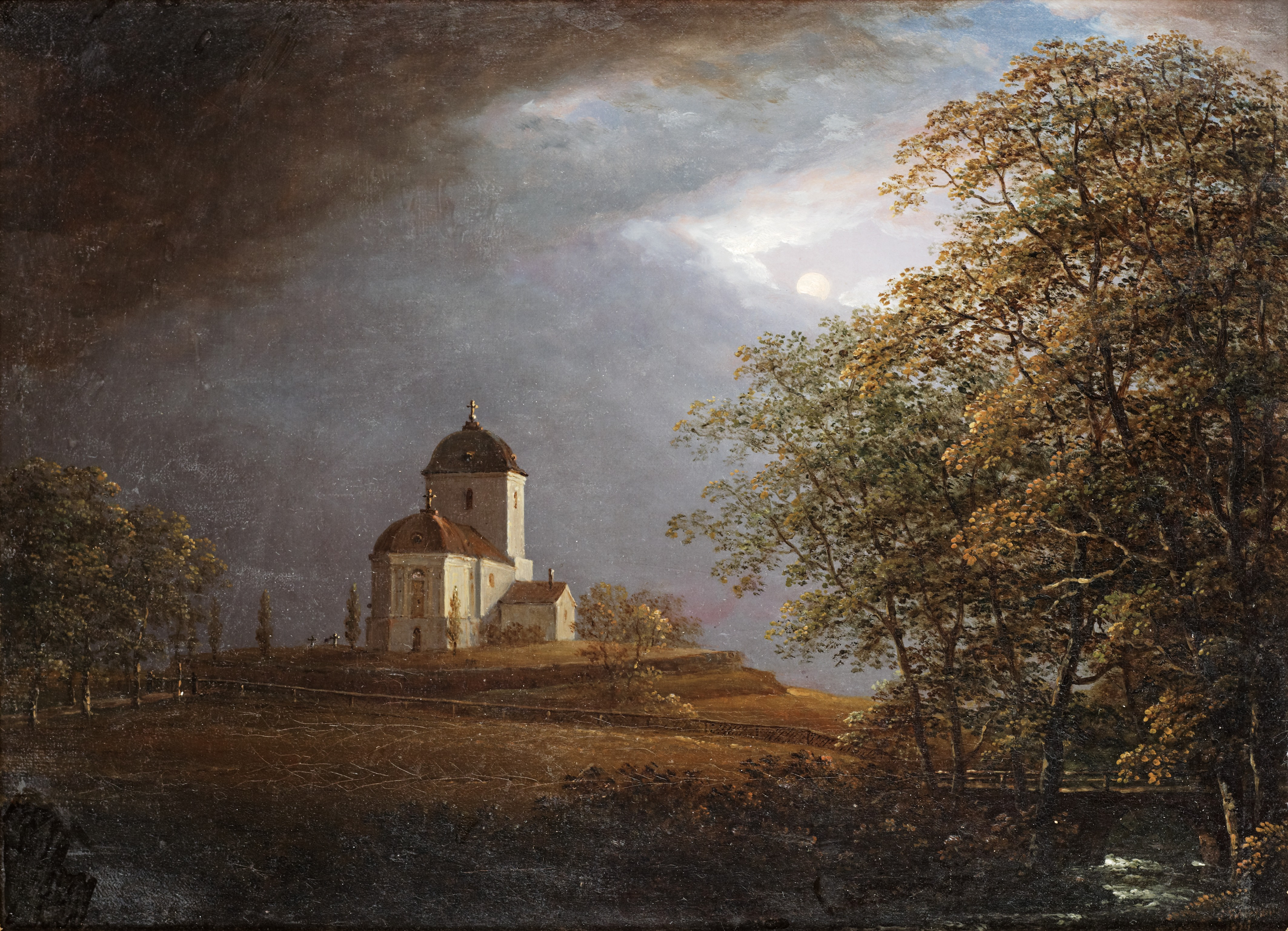
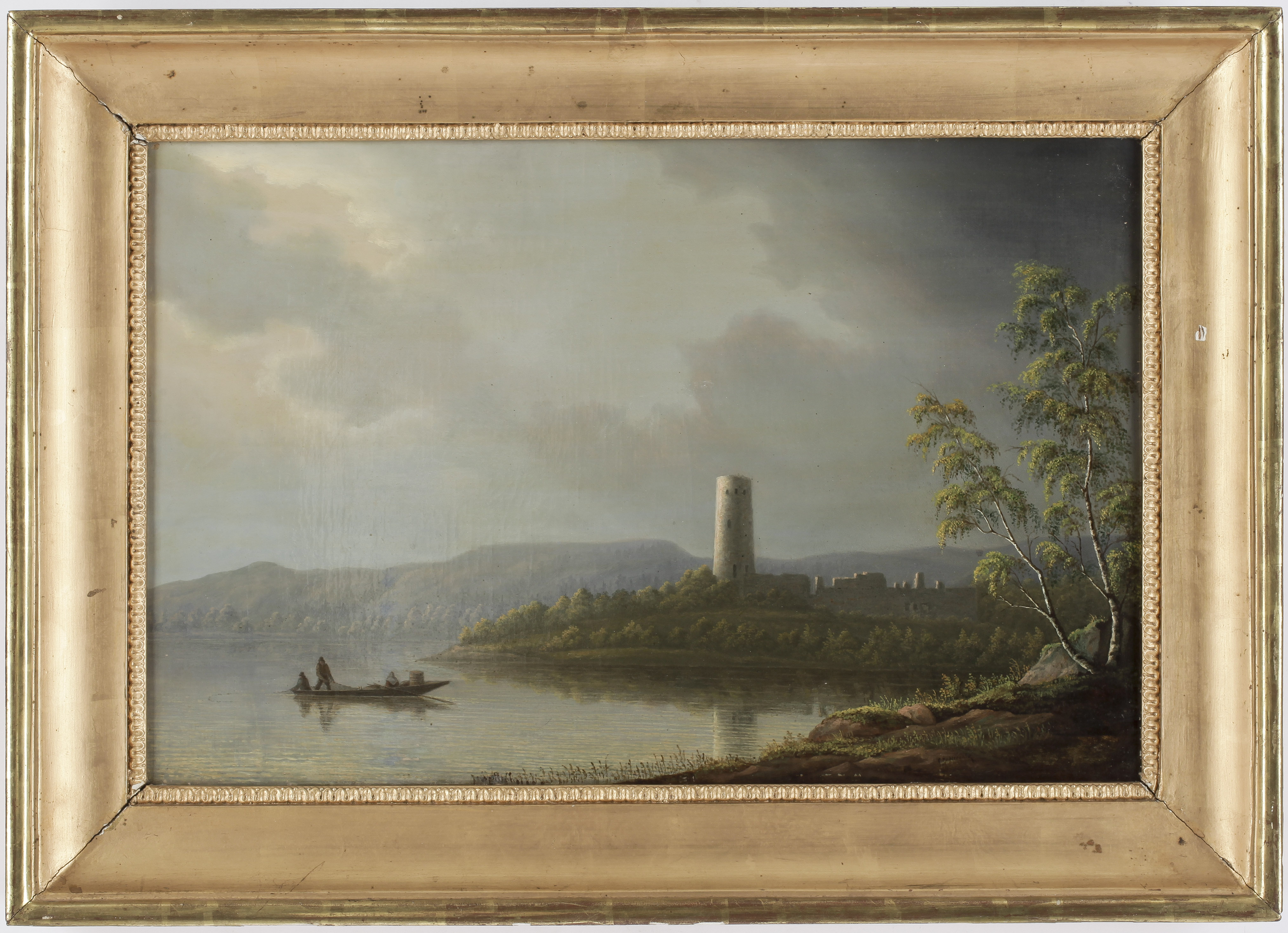
Stegeborgの城址